# Península de Rapperswil
A península de Rapperswil (em alemão:  Halbinsel von Rapperswil)  é uma na costa nordeste do lago de Zurique, na Suíça. Nela se situa a localidade de Rapperswil.